# Kamienica (gmina)
Kamienica est une gmina rurale du powiat de Limanowa, Petite-Pologne, dans le sud de la Pologne. Son siège est le village de Kamienica, qui se situe environ 16 km au sud de Limanowa et 62 km au sud-est de la capitale régionale Cracovie.
La gmina couvre une superficie de 96,11 km2 pour une population de 7 268 habitants.

## Géographie
La gmina inclut les villages de Kamienica, Szczawa, Zalesie, Zasadne et Zbludza.
La gmina borde les gminy de Dobra, Łącko, Łukowica, Mszana Dolna, Niedźwiedź, Nowy Targ, Ochotnica Dolna et Słopnice.